# Municipio de Newtown (condado de Bucks)
El municipio de Newtown (en inglés: Newtown Township) es un municipio ubicado en el condado de Bucks en el estado estadounidense de Pensilvania. En el año 2000 tenía una población de 18.206 habitantes y una densidad poblacional de 587.9 personas por km².

## Geografía
El municipio de Newtown se encuentra ubicado en las coordenadas 40°13′47″N 74°56′10″O / 40.22972, -74.93611.

## Demografía
Según la Oficina del Censo en 2000 los ingresos medios por hogar en la localidad eran de $80,532 y los ingresos medios por familia eran $91,923. Los hombres tenían unos ingresos medios de $65,064 frente a los $41,087 para las mujeres. La renta per cápita para la localidad era de $34,335. Alrededor del 1,5% de la población estaban por debajo del umbral de pobreza.